# Hans Bellmer
Hans Bellmer (13. března 1902 Katovice – 23. února 1975 Paříž) byl francouzsko-německý malíř, fotograf, rytec, kreslíř a sochař.

## Životopis
Od roku 1923 studoval Technickou univerzitu v Berlíně. Zejména se zajímal o politiku, o dílo Karla Marxe a o diskusi s umělci hnutí Dada. Setkal se s Johnem Heartfieldem a Georgem Groszem. V letech 1925–1926 žil v Paříži, kde navštěvoval dadaisty a surrealisty.
V roce 1934 vytvořil své nejslavnější dílo La Poupée. Jeho práce byla nacisty shledána jako „degenerované umění“. Dílo bylo částečně zveřejněno ve Francii s textem a fotografií v časopisu Minotaure. V roce 1938 se přestěhoval do Paříže, kde se účastnil surrealistických výstav. Na počátku druhé světové války byl zatčen jako německý státní příslušník a uvězněn v Camp des Milles u Aix-en-Provence (Bouches-du-Rhône).
Nakladatel Alain Gheerbrant vydal jeho knihu Historie oka, kterou v červenci 1947 ilustroval. Zásluho tohoto nakladatele se v roce 1946 setkal s Georgesem Bataillem. Po Batailleově smrti v roce 1965 ilustroval také jeho novelu Madame Edwarda, která vyšla v nakladatelství Georges Visat.
V roce 1953 se seznámil s německou umělkyní a spisovatelkou Unicou Zürnovou (1916-1970), která trpěla depresemi a schizofrenií. Žili spolu v Paříži, ale jejich vztah byl narušován partnerčinými pokusy o sebevraždu. V roce 1954 ilustroval knihu Pauliny Réageové Histoire d'O, kterou vydal Jean-Jacques Pauvert.
V roce 1969 Unica Zürnová spáchala sebevraždu. Hans Bellmer zemřel 23. února 1975 na rakovinu močového měchýře.

## Výstavy
- 1936 International Exhibition of Surrealism, Londýn
- 1937 International Exhibition of Surrealism, New York
- 1937 International Exhibition of Surrealism, Tokio
- 1938 Exposition internationale du surréalisme, Galerie Beaux-Arts, Paříž
- 1947 Le Surréalisme en 1947, Galerie Maeght, Paříž a Praha
- 1951 International Exhibition of Surrealism, Saarbrücken
- 1959 International Exhibition of Surrealism, Galerie Daniel Cordier, Paříž
- 1967 Kunstamt Berlin-Tempelhof, Berlín
- 2010 Double Sexus: Bellmer - Bourgeois,Neue Nationalgalerie, Berlín